# Mapou
Mapou är en ort i Mauritius.   Den ligger i distriktet Rivière du Rempart, i den västra delen av landet, 14 km nordost om huvudstaden Port Louis. Mapou ligger 91 meter över havet och antalet invånare är 1 288. Den ligger på ön Mauritius.
Terrängen runt Mapou är huvudsakligen platt, men söderut är den kuperad. Runt Mapou är det tätbefolkat, med 411 invånare per kvadratkilometer. Närmaste större samhälle är Port Louis, 14,3 km sydväst om Mapou. Trakten runt Mapou består till största delen av jordbruksmark.